# 氯草定
氯草定是一种含氮有机氯化合物，化学名：2-氯-6-三氯甲基吡啶（2-Chloro-6-(trichloromethyl)pyridine），分子式ClC5H3NCCl3，常温常压下为白色结晶固体，有甜味，能作为硝化作用抑制剂和杀菌剂，由2-甲基吡啶合成：
CH3-C5H4N  +  4Cl2   →  CCl3-ClC5H3N + 4 HCl